# Jacobus Boonen
Jacobus Boonen (Anversa, 11 ottobre 1573 – Bruxelles, 30 giugno 1655) è stato un arcivescovo cattolico belga.

## Biografia
Nato nel 1573 ad Anversa, studiò giurisprudenza all'Università di Lovanio fino al 1595 e fu consigliere diplomatico di Carlo d'Arenberg. Entrato nel mondo ecclesiastico, diventò diacono il 14 aprile 1607 ed entrò negli affari dell'arcidiocesi di Malines. Fu infine ordinato sacerdote il 28 maggio 1611 ad Anversa.
Il 28 novembre 1616 venne nominato vescovo di Gand da papa Paolo V e fu consacrato il 5 febbraio successivo dall'arcivescovo Matthias Hovius, insieme a Jan van Malderen e Nicolas Zoes come co-consacranti.
Il 7 luglio 1620 fu scelto come successore di Hovius nell'arcidiocesi di Malines e il 13 ottobre 1621 venne nominato arcivescovo metropolita di Malines da papa Gregorio XV. Mantenne l'incarico fino alla morte, avvenuta nel 1655 a Bruxelles.

## Genealogia episcopale e successione apostolica
La genealogia episcopale è:
- Cardinale Juan Pardo de Tavera
- Cardinale Antoine Perrenot de Granvelle
- Vescovo Frans van de Velde
- Arcivescovo Louis de Berlaymont
- Vescovo Maximilien Morillon
- Vescovo Pierre Simons
- Arcivescovo Matthias Hovius
- Arcivescovo Jacobus Boonen

La successione apostolica è:
- Vescovo William Therry (1623)
- Vescovo Denis Stoffels (1623)
- Arcivescovo Thomas Fleming, O.F.M. (1623)
- Arcivescovo François de Rye (1626)
- Vescovo Michael Ophovius, O.P. (1626)
- Vescovo Pierre Paunet, O.F.M. Obs. (1628)
- Vescovo Georges Chamberlain (1628)
- Vescovo Roche MacGeoghegan, O.P. (1629)
- Vescovo Servaas de Quinckere (1630)
- Arcivescovo Gaspard van den Bosch (1635)
- Arcivescovo Joseph de Bergaigne, O.F.M. Obs. (1641)
- Vescovo Nicolaas de Haudion (1642)
- Vescovo Richard Paul Stravius (1642)
- Vescovo Johann Sternenberg (1648)